# Sainte-Lucie-de-Tallano

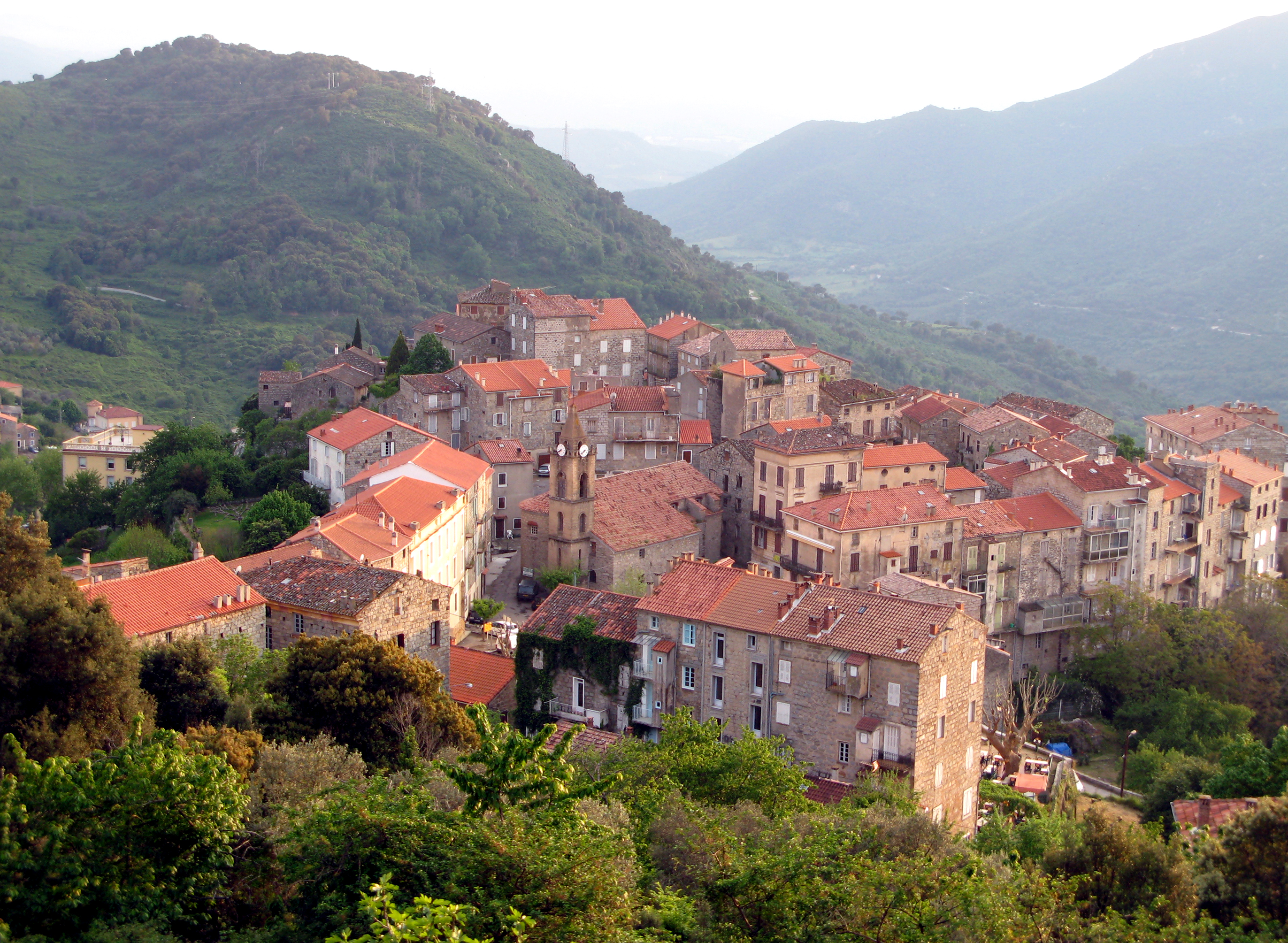
The village

 Sainte-Lucie-de-Tallano  là một xã của tỉnh Corse-du-Sud, thuộc vùng Corse, trên đảo Corse ở Pháp.